# Leptodactylodon ventrimarmoratus
Leptodactylodon ventrimarmoratus es una especie de anfibios de la familia Arthroleptidae.
Es endémica de Camerún.
Su hábitat natural incluye bosques tropicales o subtropicales secos y a baja altitud, montanos tropicales o subtropicales secos, ríos, nacientes y áreas rocosas.
Está amenazada de extinción por la pérdida de su hábitat natural.